# X3D
Extensible 3D (X3D) is een open source XML-bestandsformaat voor representatie van 3D-computergraphics. Het bestandsformaat is gestandaardiseerd door het ISO. Het is de opvolger van Virtual Reality Modeling Language (VRML). X3D wordt beheerd door de non-profitorganisatie Web3D Consortium.
Het X3D bestandsformaat kan op het internet en vele andere apparaten 3D-modellen onafhankelijk weergeven.